# Hans Breymann (Architekt)

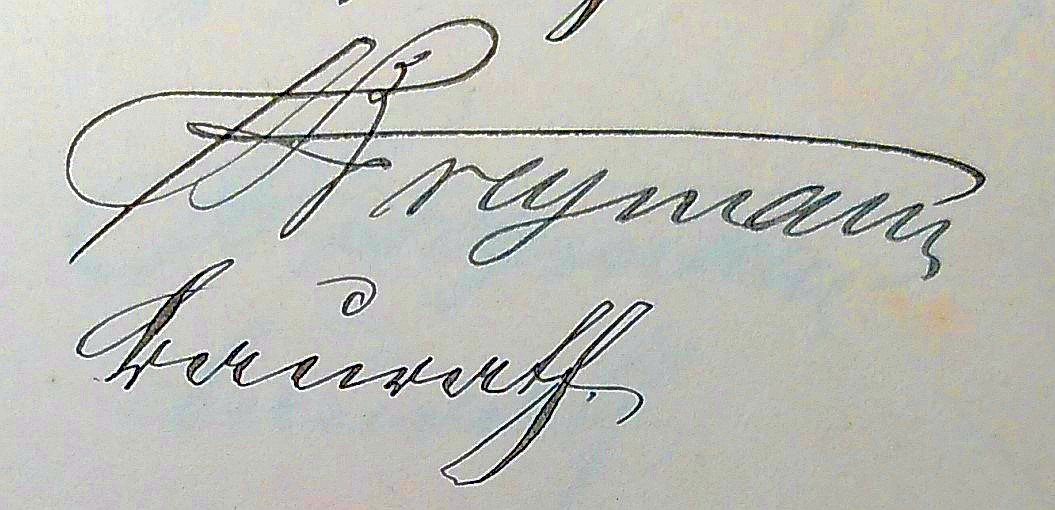
Signatur von Hans Breymann, 1901

Hans Breymann (vollständiger Name: Hans Anton Wilhelm Julius Breymann; * 12. April 1850 in Bernburg (Saale); † 28. Juni 1903 in Göttingen) war ein deutscher Architekt und Baubeamter.

## Leben, Wirken, Ehrungen
Seine Eltern waren Julius August Richard Breymann (1819–1876), Gerichtsrat in Roschwitz, und Minette Wilhelmine Fatquitto (1823–1878), die am 24. Mai 1849 in Bernburg heirateten. Verheiratet war er seit 1879 mit Marie Christine Wilhelmine Keßler (1857–1927); das Paar hatte einen Sohn, Otto Julius Wilhelm Hans Breymann (1886–1962).
Leben und Wirken von Hans Breymann sind bisher nicht näher erforscht. Der Ausbildungsort ist unbekannt. Erste Spuren als Baumeister oder Architekt sind ab 1871 zu fassen bei Vorbereitungen für die Restaurierung der Basilika von Kloster Hecklingen.
Hans Breymanns Hauptschaffensphase als Architekt lag in Göttingen. Ab Mitte der 1880er-Jahre arbeitete er bis zu seinem frühen Tod 1903 in Göttingen beim Universitätsbauamt, zunächst im Rang eines Landbauinspektors. In dieser Funktion oblag ihm die Planung und Leitung zahlreicher Neu- und Umbauten der Universität Göttingen. 1890 erfolgte zusätzlich die Ernennung zum Vorstand der Hochbauinspektion Göttingen mit dem Titel Kreisbauinspektor. Bereits 1899 wurde er als Universitätsbaurat bezeichnet, aber erst 1900 zum Baurat ernannt.
Neben seiner Architektentätigkeit hatte Breymann einen Lehrauftrag am Landwirtschaftlichen Institut der Universität Göttingen. Hans Breymann war 1891 Mitbegründer und bis zum Lebensende Aufsichtsratsmitglied des Göttinger Spar- und Bauvereins (heute Wohnungsgenossenschaft eG Göttingen). In dieser Funktion war er auch Leiter der genossenschaftlichen Bautätigkeit, weswegen der Verein ihm zu Ehren die 1906–1913 mit 17 Genossenschaftshäusern bebaute Verbindungsstraße zwischen Brauweg und Leinekanal Breymannstraße benannte.
Hans Breymann hatte den „Roten Adler-Orden 4. Klasse“ verliehen bekommen.

## Arbeiten und Entwürfe
- 1871–1872: Projektierung („Aufnahme“) zur Restaurierung der Basilika in Hecklingen[2]
- 1878: Ausarbeitung von Restaurierungs-Schritten für die Basilika in Hecklingen[2]
- 1880–1882: Gymnasium Carolinum Bernburg
- 1881–1882: „Landwirtschaftliche Kolonie“ der Landes-Irrenanstalt in Bernburg (Saale)[13] (Herzogliche Irren-Heil- und Pflegeanstalt Bernburg, heute Landeskrankenhaus für Psychiatrie und Neurologie)[14]
- 1886–1887: Umbau der Sternwarte Göttingen[15]
- 1887 ff: Gesamtleitung zum Aufbau der Neuen Universitätskliniken in Göttingen, zwischen Goßlerstraße und Kirchweg (seit 1965 Humboldtallee)[16]
- 1889–1891: Pathologisches Institut der Universitätskliniken Göttingen, Goßlerstraße 10 (gemeinsam mit Albert Kortüm)[17]
- 1889–1891: Chirurgische Klinik der Universitätskliniken Göttingen, Käte-Hamburger-Weg 3 (Humboldtallee 13)[18]
- 1895: Erweiterung der Synagoge in Göttingen[19]

## Schriften
- Das chemische Laboratorium der Universität Göttingen. Schmorl & von Seefeld Nachf., Hannover 1890. (Digitalisat)
- Über alte Warten in Göttingen. In: Protokolle über die Sitzungen des Vereins für die Geschichte Göttingens im achten Vereinsjahre 1899–1900. W. Fr. Kästner, Göttingen 1900, S. 160–169.

## Archivalien
- Niedersächsisches Landesarchiv, Abteilung Hannover (NLA HA): Hann. 100 Göttingen Nr. 19 (Hans Breymann, Königlicher Kreisbauinspektor, Baurat; Laufzeit 1890–1902) – Personalakte[20]